# Освајачи олимпијских медаља у атлетици — 3.000 метара ходање за мушкарце
Освајачи олимпијских медаља у атлетици за мушке у дисциплини 3000 m ходање, која је на програму игара била само два пута, приказани су у следећој табели.
| Олимпијске игре        | Злато                          | Злато      | Сребро                         | Сребро  | Бронза                 | Бронза  |
| ---------------------- | ------------------------------ | ---------- | ------------------------------ | ------- | ---------------------- | ------- |
| Атина 1906.            | Ђорђе Стантић Мађарска         | 15:13,2    | Херман Милер · Немачко царство | 15:20,0 | Јоргос Саридакис Грчка | 15:33,0 |
| Антверпен 1920. детаљи | Уго Фриђерио Краљевина Италија | 13:14,2 ОР | Џорџ Паркер Аустралија         | 13:20,6 | Ричард Ремер САД       | 13:23,6 |